# Nicomachus (komisch dichter)
Nicomachus (Oudgrieks Νικόμαχος) was een komisch dichter uit de tijd van Pherecrates (420 v.Chr.). Aan hem zijn op twijfelachtige wijze toegeschreven (Athen., VIII 364, a, waar hij hem karakteriseert als ὁ ῥυθμικὸς) ("de ritmische"), de komedie van Χείρων, en (Harpoer., s.v. Μεταλλεῖς, p. 242.) de komedie van Μεταλλεῖζ, meestal toegeschreven aan Pherecrates.